# Barrio Cumarebo
Cumarebo es uno de los sectores que conforman la ciudad de Cabimas en el estado Zulia (Venezuela). Pertenece a la parroquia Rómulo Betancourt.

## Ubicación
Se encuentra entre los sectores  Bella Vista y  1.º de enero al norte (carretera J),  Punto Fijo y  Santa Rosa II al este (Av 42),  los Nísperos al sur y Nueva Cabimas al oeste (Av 34).

## Zona Residencial
Cumarebo recibe su nombre de la av 41 llamada Cumarebo, la cual a su vez recibió su nombre de los habitantes falconianos que fundaron el vecino barrio Punto Fijo. El sector tiene casas humildes con amplios terrenos, algunos locales comerciales e industriales en la carretera J. 

## Transporte
La línea Nueva Rosa de la Nueva Cabimas, sigue por la carretera de la 32 hasta la 42, sigue la 42 hasta la J y regresa por la 41 hasta la K.

## Sitios de Referencia
- Estadio Cumarebo. Av 41 entre carreteras J y K.